# Acer hersii
Acer hersii é uma espécie de árvore do gênero Acer, pertencente à família Aceraceae.